# (12637) Gustavleonhardt
(12637) Gustavleonhardt ist ein Asteroid des mittleren Hauptgürtels, der am 29. September 1973 von dem niederländischen Astronomenehepaar Cornelis Johannes van Houten und Ingrid van Houten-Groeneveld entdeckt wurde. Die Entdeckung geschah im Rahmen der 2. Trojaner-Durchmusterung, bei der von Tom Gehrels mit dem 120-cm-Oschin-Schmidt-Teleskop des Palomar-Observatoriums aufgenommene Feldplatten an der Universität Leiden durchmustert wurden, 13 Jahre nach Beginn des Palomar-Leiden-Surveys.
Der Asteroid hat mit einer Albedo von 0,067 (±0,013) eine dunkle Oberfläche.
(12637) Gustavleonhardt wurde am 14. Mai 2014 nach dem niederländischen Cembalist, Dirigent und Hochschullehrer Gustav Leonhardt benannt. Am 2. April 1999 war schon ein Asteroid des äußeren Hauptgürtels nach Leonhardt benannt worden: (9903) Leonhardt.